# Nevenschade
Nevenschade (ook wel randschade of collateral damage genoemd) is onbedoelde schade die wordt toegebracht tijdens een aanval die tegen iets of iemand anders is gericht. De term wordt in het bijzonder gebruikt voor militaire aanvallen waarbij ook schade wordt berokkend aan burgers, civiele objecten of de eigen soldaten (in het laatste geval wordt gesproken van eigen vuur). Met name in een totale oorlog is sprake van veel nevenschade.
Deze term wordt ook soms gebruikt om onbedoelde effecten van een andere verandering (vb. in de configuratie van IT-systemen) te beschrijven.

## Verschillende betekenissen
De term collateral damage is mogelijk als eufemisme bedacht door de United States Armed Forces tijdens de Vietnamoorlog.
Curtis LeMay gebruikte de term voor het bombarderen van Japanse steden tijdens de Tweede Wereldoorlog. Het bombardement dat Amerikaanse bommenwerpers op 22 februari 1944 uitvoerden op de Nederlandse stad Nijmegen geldt ook als een bekend voorbeeld van collateral damage.
Sindsdien heeft collateral damage een bredere betekenis gekregen; zo wordt de term tegenwoordig ook gebruikt binnen de informatica, wanneer gewone gebruikers als gevolg van maatregelen tegen misbruik van een computernetwerk worden afgesloten. Ook bij verschijnselen als Realpolitik en externaliteit is over het algemeen sprake van nevenschade in niet-militaire zin.

## Preventie bij gewapende conflicten
Om nevenschade te voorkomen, kan door technische verbeteringen en door de betere identificatie van doelen de precisie verhoogd worden. Voorbeelden zijn:
- precisiebombardementen
- de inzet van sluipschutters

Het vermijden van slachtoffers onder burgers is een van de principes van het internationaal humanitair recht.

## Terreur
Wat algemeen als nevenschade betracht wordt, kan door de psychologische reacties ook gewenst zijn: het doden van burgers bij het vuren op een militair doel kan de burgerbevolking van de vijand in paniek te brengen. 